# Inferiör vara

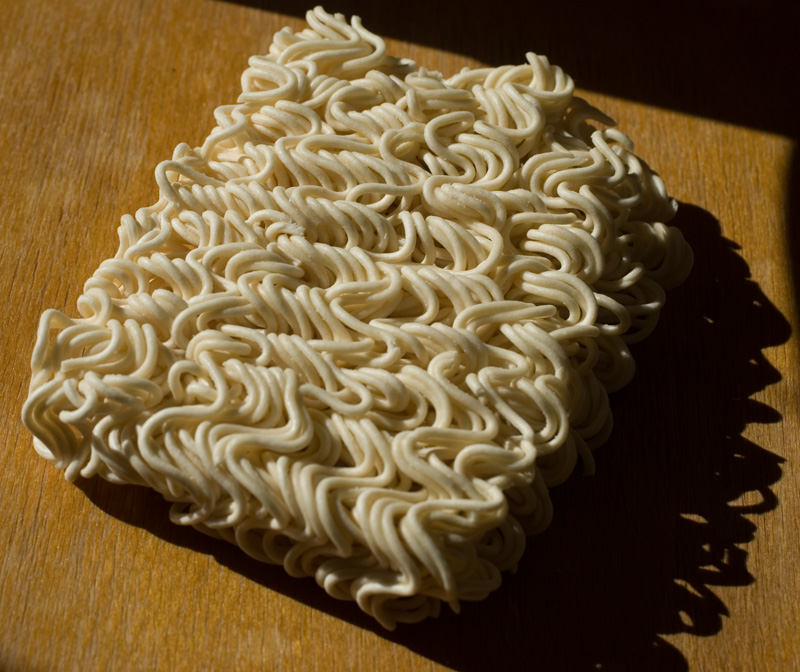
Nudlar efterfrågas framför allt av konsumenter med ont om pengar

Inferiör vara, eller "fattigmansvara", är inom nationalekonomin en vara vars efterfrågan minskar när konsumentens inkomst ökar, eller motsatt, efterfrågan på varan ökar då konsumentens inkomst minskar. Detta beror i allmänhet på att konsumenten får råd med dyrare substitutvaror. En inferiör vara karakteriseras av att dess inkomstelasticitet är mindre än 0. Motsatsen till inferiör vara är normal vara.
Ett exempel på en sådan vara är snabbnudlar, som ofta köps av låginkomsttagare. Även bussresor räknas hit, eftersom den som har mer pengar ofta väljer snabbare färdmedel, som taxi, tåg eller flyg. TV är också billigare än till exempel biofilmer och scenunderhållning.